# Bunium macuca subsp. macuca
Bunium macuca subsp. macuca é uma subespécie de planta com flor pertencente à família Apiaceae. 
A autoridade científica da subespécie é Boiss., tendo sido publicada em Elench. Pl. Nov. 44 (1838).

## Portugal
Trata-se de uma subespécie presente no território português, nomeadamente em Portugal Continental.
Em termos de naturalidade é endémica da Península Ibérica. [carece de fontes?]

## Protecção
Não se encontra protegida por legislação portuguesa ou da Comunidade Europeia. [carece de fontes?]